# Fermalibro
Un fermalibro è un oggetto alto, solido e sufficientemente pesante da porre alla fine di un gruppo di libri posti verticalmente per mantenerli in posizione e impedirne la caduta. La parola "fermalibro" stessa ne descrive la funzione. Possono essere realizzati in legno, metallo, plastica, pietra e persino alcuni geodi possono essere utilizzati a tali scopo. Il fermalibro più semplice è quello realizzato con l'utilizzo di un foglio di metallo (brevettato originariamente nel 1877 da William Stebbins Barnard) che sfrutta il peso del libro sulla sua base per sostenere il fianco dello stesso; questo fermalibro è solitamente il metodo più semplice ed economico per sostenere i libri in biblioteche e librerie. Il fermalibro è poi divenuto nel Novecento un vero e proprio elemento di arredo di interni.

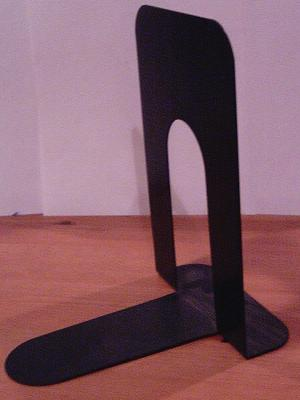
Un semplice fermalibri in lamiera
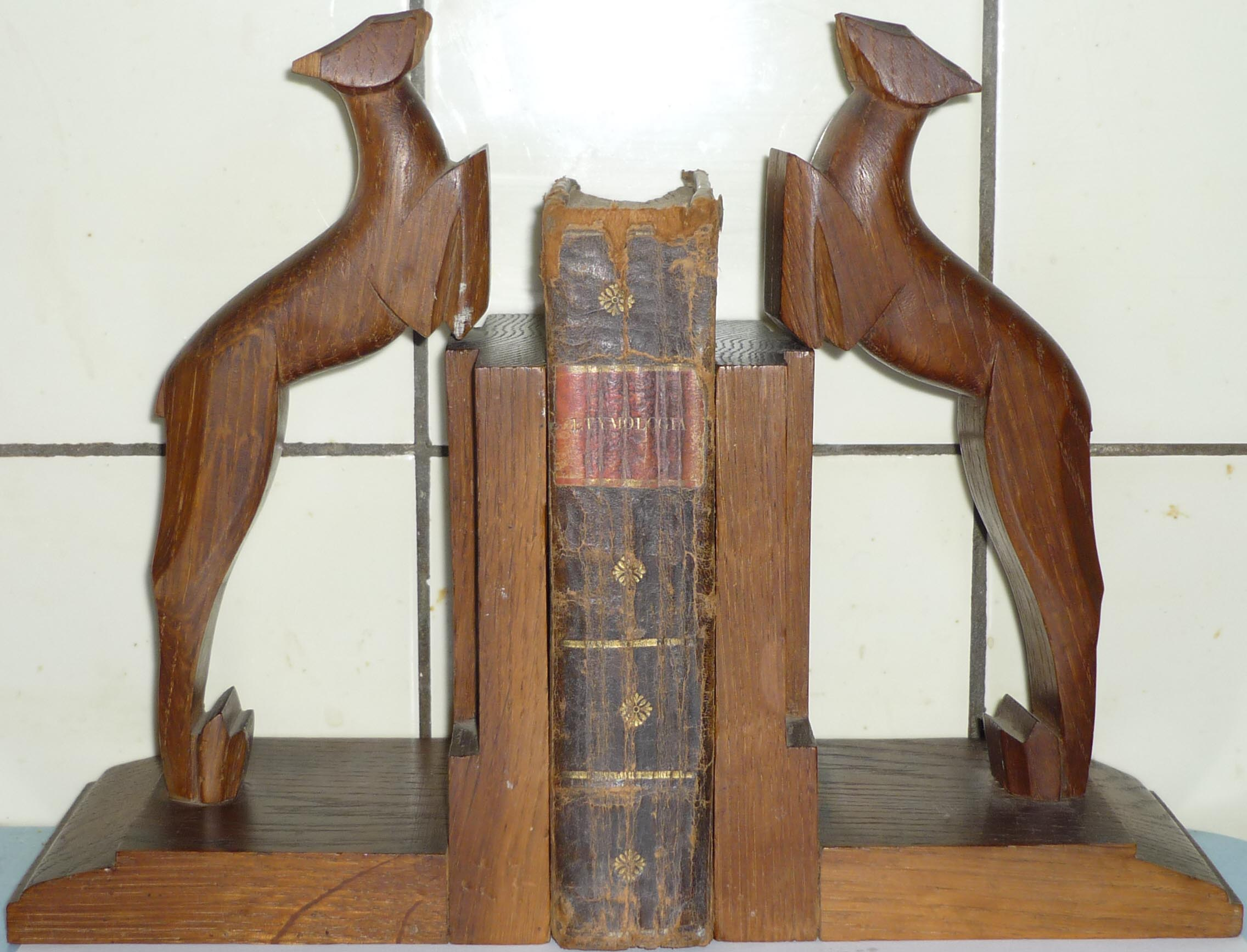
Art Deco dello scultore René van Dievoet
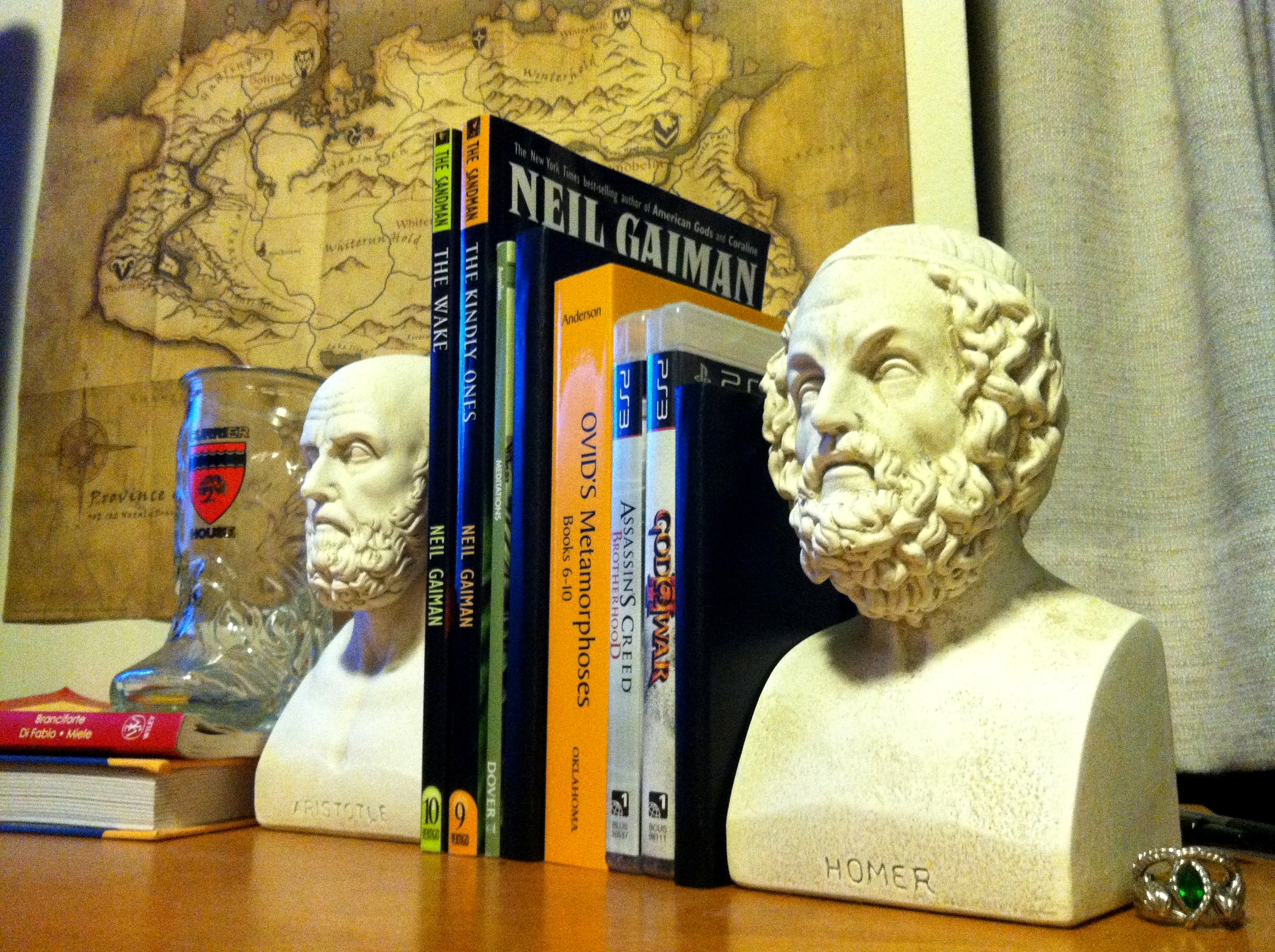
Due busti usati come fermalibri
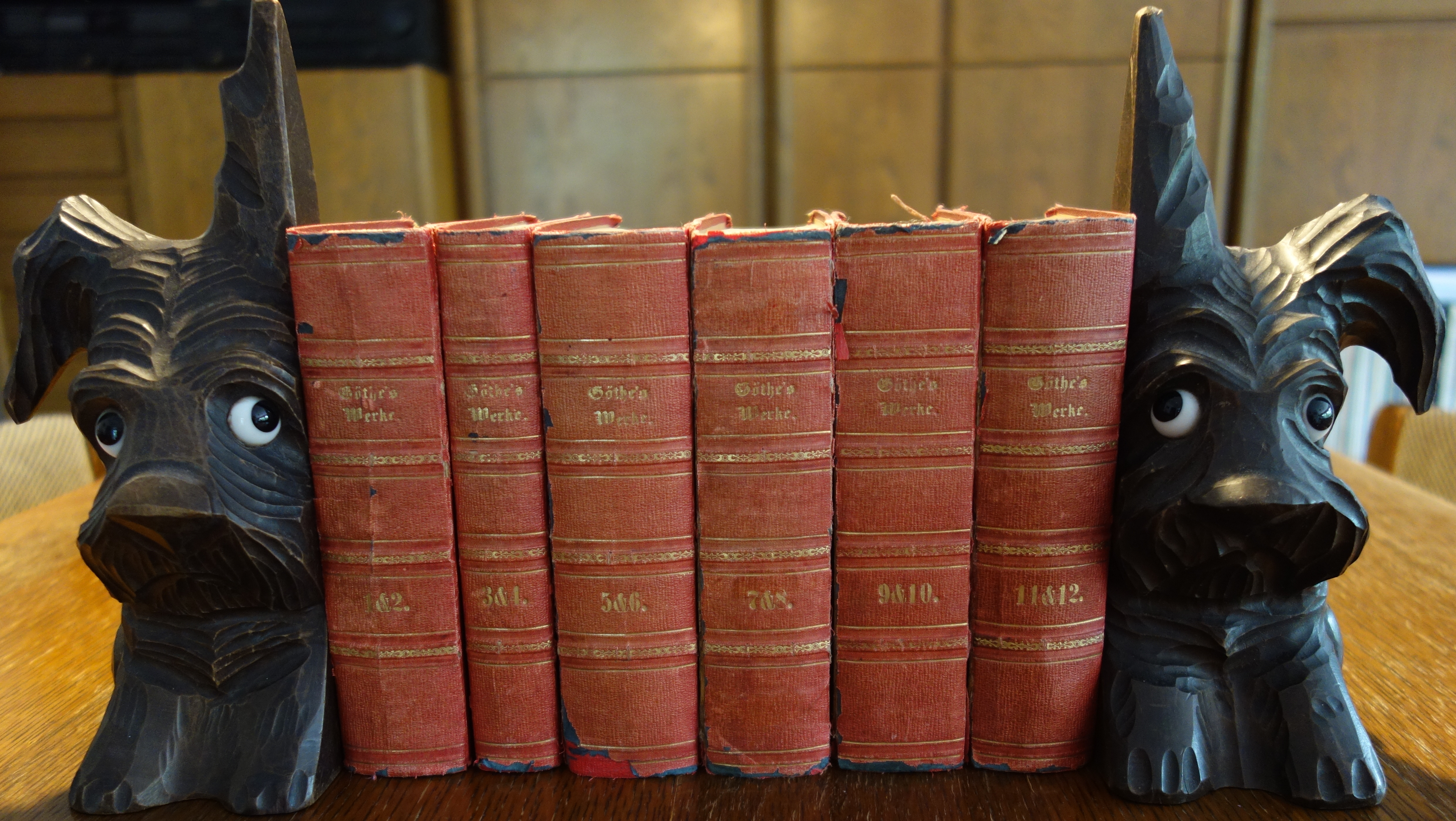
Coppia di fermalibri intagliati a mano raffiguranti due cani (intorno al 1910)
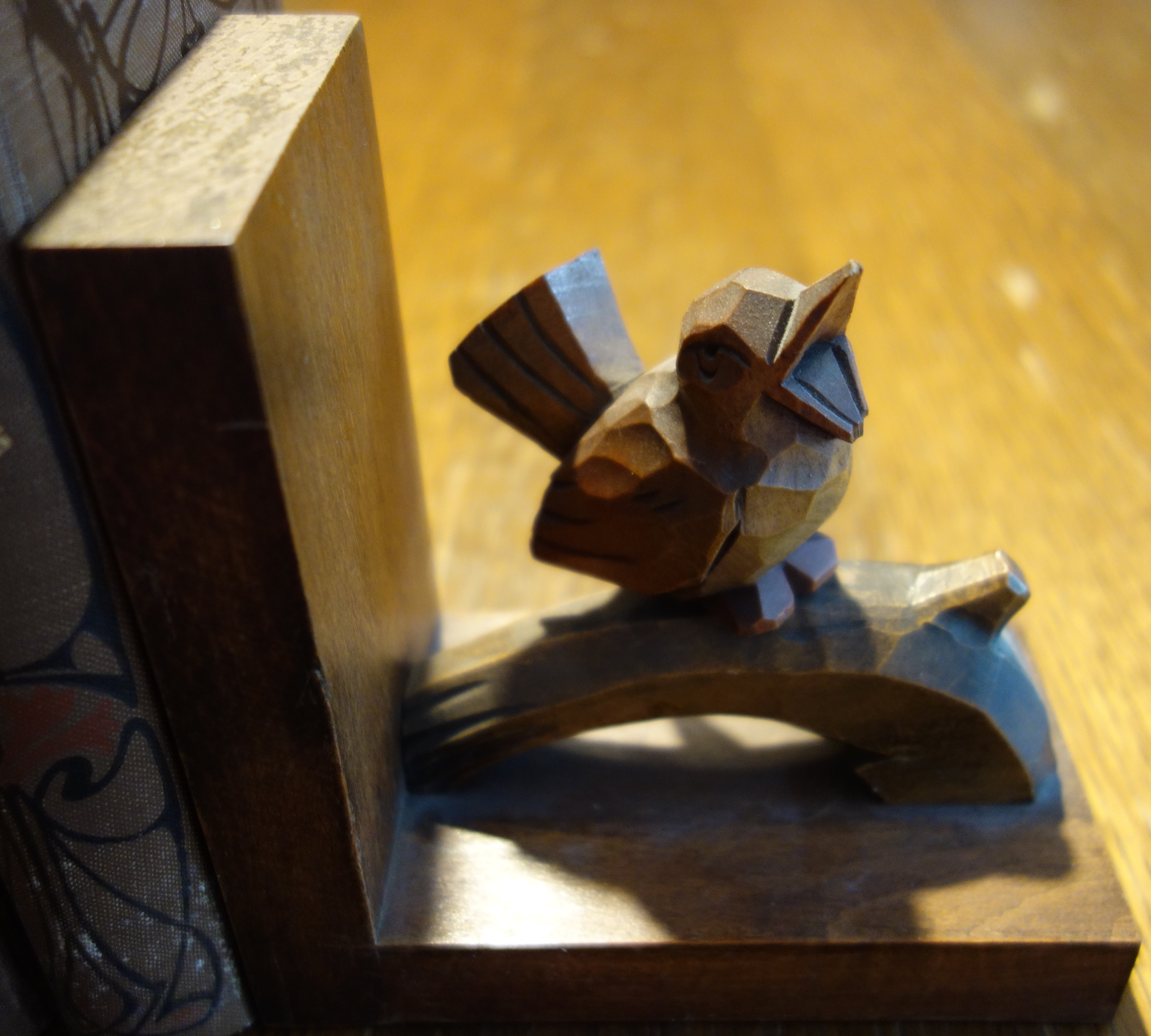
Fermalibri intagliato a mano raffigurante un uccello (intorno al 1930)